# Salanoia
Salanoia (салано) — рід кішкоподібних родини Фаланукові, ендемік острова Мадагаскар. Рід містить один вид: Мангусту бурохвосту (Salanoia concolor). У 2010 році також був виділений вид мангуста Дарела (Salanoia durrelli). Згодом видовий статус Salanoia durrelli було скасовано.